# Black and Blue
《Black and Blue》는 1976년 4월 23일에 발매된 롤링 스톤스의 열세 번째 영국의 스튜디오 음반이자 열다섯 번째 미국의 스튜디오 음반이다.
이 음반은 1974년 12월, 전 기타리스트 믹 테일러가 탈퇴한 후 처음 녹음된 음반이다. 비록 음반 녹음 세션이 테일러의 대체 오디션을 제공하긴 했지만, 롤링 스톤스가 1968년에 두 번째 기타리스트 사이에 있었을 때 그가 했듯이, 키스 리처즈는 스스로 대부분의 기타 부분을 녹음했다. 리처즈는 이 음반에 대해 "기타 연주자를 다시 듣는 것, 그것이 그 음반에 대한 것입니다."라고 말했다. 수많은 기타리스트들이 오디션을 보러 나왔다. 그 음반에 등장한 사람들은 웨인 퍼킨스, 하비 만델, 로니 우드였다. 우드는 이전에 《It's Only Rock 'n Roll》 음반의 타이틀곡에 기여했으며 1976년에 롤링 스톤스의 정규 멤버가 되었다. 그 외에는 베이시스트 빌 와이먼과 드러머 찰리 와츠의 롤링 스톤스 리듬 섹션이 거의 모든 트랙에 등장하고, 잦은 공동작업자인 니키 홉킨스, 빌리 프레스턴이 대부분의 음반에서 키보드를 연주하며 타악기 연주자 올리에 E. 브라운도 트랙의 절반 가량에 등장한다. 이 음반은 자작곡으로 제작된 두 번째 음반으로, 재거와 리처즈가 프로듀서로서의 역할을 위해 사용하는 가명 "글리머 트윈스"의 공로를 인정받았다.
이 음반은 이 밴드가 레게와 펑크 음악의 영향을 많이 받은 전통적인 로큰롤 스타일을 통합한 것을 보여주었다. 〈Fool to Cry〉라는 음반 중 단 한 곡만 큰 차트 성공을 거뒀고, 음반에 대한 비판도 엇갈렸다. 이 음반은 발매 당시 몇 가지 긍정적인 평가를 받았지만, 많은 평론가들은 이 음반이 대부분 잊혀질 수 있다는 것을 발견했고, 이전의 롤링 스톤스 음반에 비해 매우 낮은 순위를 매기는 경향이 있었다.

## 발매 및 평가
| 평가 점수                     | 평가 점수 |
| 출처                          | 점수      |
| ----------------------------- | --------- |
| AllMusic                      | [ 3 ]     |
| Christgau's Record Guide      | A−        |
| Encyclopedia of Popular Music | [ 5 ]     |
| The Great Rock Discography    | 6/10      |
| MusicHound                    | [ 7 ]     |
| NME                           | 7/10      |
| The Rolling Stone Album Guide | [ 9 ]     |
| The Village Voice             | A−        |
| Tom Hull                      | B+        |

1976년 4월 23일에 발매된 《Black and Blue》는 〈Fool to Cry〉라는 전 세계적인 톱 10 히트곡을 첫 번째 싱글로 내세워, 영국에서 2위, 미국에서 1위를 차지하며 4주간 연속으로 1위를 기록했고, 플래티넘 인증을 받았다.
이 음반은 할리우드 선셋 대로에 있는 논란이 된 광고판으로 홍보되었는데, 그 광고판에는 모델 애니타 러셀을 묶은 채 "나는 롤링 스톤스의 《Black and Blue》로 멍들었고, 그게 좋아!(I'm Black and Blue from the Rolling Stones and I love it!)"라는 문구가 적혀 있었다. 이 광고는 여성 폭력 반대 여성 단체의 항의로 철거되었지만, 밴드에게는 널리 보도되는 계기가 되었다.
비평은 양극화되었다. 작가 버드 스코파는 일부 비평가들이 음반에 당황했다고 전하며, 다른 비평가들은 1972년 발표된 《Exile on Main St.》와의 차이점으로 음반을 평가절하했다고 말했다. 저자 게리 J. 주차는 이런 비평 반응이 "기존 아티스트들의 진보적인 음반에 대한 전형적인 반응"이라고 설명했다.

## 곡 목록
모든 곡들은 특별한 언급이 없는 한 믹 재거와 키스 리처즈에 의해 작사/작곡하였다.
| #  | 제목               | 작사·작곡     | 재생 시간 |
| -- | ------------------ | ------------- | --------- |
| 1. | 〈Hot Stuff〉      |               | 5:20      |
| 2. | 〈Hand of Fate〉   |               | 4:28      |
| 3. | 〈Cherry Oh Baby〉 | 에릭 도널드슨 | 3:57      |
| 4. | 〈Memory Motel〉   |               | 7:07      |

| #  | 제목            | 작사·작곡            | 재생 시간 |
| -- | --------------- | -------------------- | --------- |
| 1. | 〈Hey Negrita〉 | 로니 우드의 영감     | 4:59      |
| 2. | 〈Melody〉      | 빌리 프레스턴의 영감 | 5:47      |
| 3. | 〈Fool to Cry〉 |                      | 5:03      |
| 4. | 〈Crazy Mama〉  |                      | 4:34      |

## 인증
| 국가                                                  | 인증     | 판매량/출하량 |
| ----------------------------------------------------- | -------- | ------------- |
| 캐나다 (뮤직 캐나다)                                  | 골드     | 50,000^       |
| 프랑스 (SNEP)                                         | 골드     | 100,000*      |
| 네덜란드 (NVPI)                                       | 골드     | 25,000        |
| 영국 (BPI)                                            | 골드     | 100,000^      |
| 미국 (RIAA)                                           | 플래티넘 | 1,000,000^    |
| *판매량을 기반으로 한 인증 ^출하량을 기반으로 한 인증 |          |               |